# Véronique Brouquier
Véronique Brouquier-Reddé, geborene Brouquier, (* 28. Mai 1957 in Paris) ist eine ehemalige französische Florettfechterin und heutige Archäologin.

## Fechten
Véronique Brouquier gehörte zur französischen Mannschaft bei den Olympischen Spielen 1980 in Moskau und 1984 in Los Angeles. 1980 erreichte sie mit dieser in der Mannschaftskonkurrenz ungeschlagen das Finale um die Goldmedaille, in dem sich die französische Equipe gegen die Sowjetunion mit 9:6 durchsetzte. Gemeinsam mit Isabelle Boéri-Bégard, Brigitte Latrille-Gaudin, Christine Muzio und Pascale Trinquet wurde sie somit Olympiasiegerin. Bei den Spielen 1984 unterlag sie mit der Mannschaft zwar im Halbfinale Rumänien, sicherte sich gegen Italien im letzten Gefecht aber die Bronzemedaille. In den Einzelwettkämpfen belegte sie 1980 den 13. und 1984 den fünften Platz.

## Archäologie
Seit 1982 arbeitete sie beim Centre national de la recherche scientifique, wo sie nach ihrer Promotion 1984 an der Universität Paris-Sorbonne seit 1984 in Vollzeit angestellt wurde. Ihre Forschungsschwerpunkte sind der antike Maghreb und das römische Gallien. Seit 2012 ist sie Mitglied des Conseil national de la recherche archéologique.

## Auszeichnungen
1984 erhielt sie das Ritterkreuz des Ordre national du Mérite, 2011 wurde sie zum Ritter der Ehrenlegion ernannt.

## Veröffentlichungen (Auswahl)
- Temples et cultes de Tripolitaine. Paris 1992, ISBN 2-222-04665-3.